# Yasuko Konno
Yasuko Konno, (Japans: 今野 安子) (Japan, 1950) is een voormalig Japans professioneel tafeltennisster.

## Belangrijkste resultaten
- Goud in het gemengd dubbelspel op de wereldkampioenschappen 1969 met Nobuhiko Hasegawa.
- Goud met het team op de wereldkampioenschappen 1971.
- Brons met het team op de wereldkampioenschappen 1969.